# Daniel O'Donnell
Daniel O'Donnell   (Cionn Caslach, 12 de desembre de 1961) és un cantant, presentador de televisió i filantrop irlandès. El 2012 es va convertir en el primer artista a tenir un àlbum diferent a les llistes britàniques d'èxits cada any durant 25 anys consecutius. Aquest rècord s'ha ampliat i, a partir del 2024, O'Donnell va tenir un àlbum a la llista oficial d'àlbums cada any durant els darrers 36 anys, fet que el converteix en un dels artistes discogràfics més reeixits de tots els temps.
Conegut per la seva estreta relació amb els seus fans i la seva presència escènica carismàtica, la música d'O'Donnell ha estat descrita com una barreja de country i folk irlandès, i ha venut més de deu milions de discos fins ara. És considerat una icona cultural a Irlanda i sovint és parodiat als mitjans de comunicació. Conegut afectuosament com a «Wee Daniel», O'Donnell és un ambaixador destacat del seu comtat natal de Donegal.

## Trajectòria
O'Donnell va néixer i es va criar al poble de Cionn Caslach, al districte de Na Rosa, a l'oest del comtat de Donegal. És el fill més jove d'una família catòlica romana, amb els seus pares, Julia (de soltera McGonagle, nascuda el 1919 i traspassada el 18 de maig de 2014) i Francis O'Donnell, i els seus germans John, Margo, Kathleen i James. Ha descrit la seva criança com a feliç, amb l'excepció de la mort del seu pare a causa d'un atac de cor quan O'Donnell tenia sis anys. De jove, O'Donnell va actuar al cor local. El 1980 va traslladar-se a Galway per a cursar estudis empresarials, però ho va deixar i per Nadal ja formava part del grup de la seva germana Margo.
O'Donnell es va casar el 4 de novembre de 2002 als 40 anys amb Majella McLennan, una dona divorciada de 41 anys i originària de Thurles, a qui havia conegut durant unes vacances a Tenerife tres anys abans. McLennan va obtenir la nul·litat del seu matrimoni anterior, amb el qual va tenir dos fills. La parella viu a Meenbanad, al comtat de Donegal, i passa les vacances a la seva segona residència a Tenerife.
O'Donnell parla gaèlic irlandès i va presentar un programa en aquesta llengua al canal TG4. O'Donnell rarament es fica en política, tanmateix el 2015 va expressar el seu suport a la trenta-quatrena esmena de la Constitució d'Irlanda sobre el matrimoni igualitari. També s'ha pronunciat a favor de la reparació d'habitatges a Irlanda construïts amb mica.

O'Donnell s'ha involucrat en nombroses causes benèfiques, sobretot a Romania. Ha estat defensor de la Romanian Challenge Appeal, una organització benèfica que acompanya els infants romanesos orfes. També va participar en una iniciativa perquè aquests joves fossin acollits per famílies irlandeses.

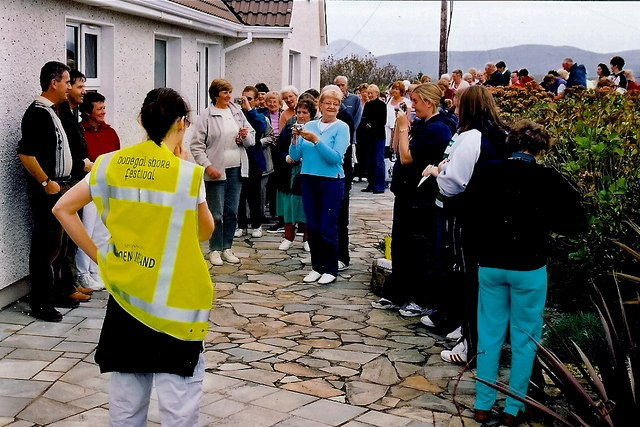
Fans en un atrobada amb O'Donnell a la tea party anual, a la residència de la seva mare a Cionn Caslach.

O'Donnell és també conegut per la seva personalitat amable, la veu suau i la seva imatge agradable, a més de per la seva música. Al llarg dels anys ha atret una gran atenció mediàtica i han proliferat les referències culturals a l'intèrpret. O'Donnell és sovint satiritzat en l'àmbit de la comèdia irlandesa i anglesa a causa de la idea que el seu públic està format principalment per dones grans. És conegut per la seva estreta relació amb els seus fans amb qui té el costum de trobar-se després de cada concert.